# Prosternodes cubanus
Prosternodes cubanus là một loài bọ cánh cứng trong họ Cerambycidae.